# Liste der Monuments historiques in Champguyon
Die Liste der Monuments historiques in Champguyon führt die Monuments historiques in der französischen Gemeinde Champguyon auf.

## Liste der Objekte
| Bezeichnung                           | Beschreibung                                   | Standort                                     | Kennzeichnung | Schutzstatus | Datum | Bild |
| ------------------------------------- | ---------------------------------------------- | -------------------------------------------- | ------------- | ------------ | ----- | ---- |
| Skulpturengruppe Unterweisung Mariens | Holz, farbig gefasst, 15. Jahrhundert          | in der Kirche Invention-de-St-Étienne (Lage) | PM51002386    | Inscrit      | 1976  |      |
| Skulptur Madonna mit Kind             | Holz, farbig gefasst, 16. Jahrhundert          | in der Kirche Invention-de-St-Étienne (Lage) | PM51000264    | Classé       | 1977  |      |
| Skulptur Heiliger Eligius             | Holz, farbig gefasst, 17. oder 18. Jahrhundert | in der Kirche Invention-de-St-Étienne (Lage) | PM51002385    | Inscrit      | 1976  |      |
| Gemälde Heiliger Sebastian            | Ölfarbe auf Holz, 17. Jahrhundert              | in der Kirche Invention-de-St-Étienne (Lage) | PM51002387    | Inscrit      | 1976  |      |